# Faraz Jaka
Faraz Jaka (9 de setembro de 1985 em San José (Califórnia)) é um jogador de poker profissional e empreendedor norte-americano, considerado o Jogador do Ano na World Poker Tour (WPT) durante a a Temporada VIII (2009-2010). Ele alcançou quatro mesas finais do WPT, seis mesas finais da WSOP e seus ganhos totais em torneios já ultrapassam US$ 10 milhões.

## Perfil
Faraz é californiano e descendente de paquistaneses, e frequentou a Piedmont Hills High School. Durante o período escolar, ele participou de corridas de atletismo, tendo alcançado 2:00 na meia milha e 4:30 em 1 milha. Ele também fez parte da equipe de basquete, escreveu poesia e se tornou um ávido fã de hip-hop. Como o próprio Jaka afirma, foi na adolescência que ele desenvolveu o espírito competitivo e desenvolveu o preparo mental essencial para seu ingresso no mundo do pôquer.

## Pôquer

### Início de Carreira
Tudo começou com jogos online e pequenos jogos ao vivo ao longo de seu primeiro ano na Universidade de Illinois em Urbana-Champaign. Desde o princípio, ainda com pouco conhecimento sobre as estratégias do jogo, Jaka tinha o hábito de praticar a fim de obter um flush com quaisquer dois hole cards. Por causa dessa jogada, ganhou o apelido pelo qual é reconhecido até hoje, The Toilet.
O sucesso veio ao seu encontro nos high-stake cash games, a partir dos quais ele começou um bankroll de mais de US$ 170 mil dólares ainda no segundo ano de faculdade. Como Faraz começou a jogar já acima de suas possibilidades, o caminho natural foi desafiar as probabilidades desde o começo – uma estratégia que teve seus riscos.
"Eu perdi tudo", disse Jaka. "Era previsível, apostando daquele jeito. Ao mesmo tempo, foi uma boa lição de vida. Isso me fez muito mais forte. Muita gente pode ter desistido nesse ponto, mas eu analisei o que fiz de errado e aprendi com esses deslizes”.
Depois de reexaminar sua estratégia, ele se recuperou e mudou a abordagem de seu jogo, optando por torneios de buy-in mais baixos e sit-and-gos ao invés dos cash games. Hoje, Faraz crê que esse tipo de decisão é fundamental para estabelecer a base do sucesso.

### World Poker Tour
Jaka tem cinco prêmios no World Poker Tour (WPT), incluindo duas mesas finais: a primeira no WPT Bellagio Cup V, que terminou com Alexandre Gomes e uma premiação de US $ 774.780, ao lado de outros profissionais da mesa final: Justin Smith, Alec Torelli (4º) e Erik Seidel (6º). Jaka fez então outra mesa final na mesma temporada no WPT com Doyle Brunson Five Diamond World Poker Classic, terminando em terceiro para $ 571.374 e atrás do vencedor Daniel Alaei, além do runner-up Josh Arieh também na mesa final, Shawn Buchanan (4º) e Scotty Nguyen (5º). Ele também fez uma bela partida no evento $ 25,000 WPT Championship, onde terminou em 14º lugar ganhando $51,736.

### World Series of Poker
No World Series of Poker, Jaka alcançou trinta e nova prêmios, incluindo seis mesas finais, entre elas uma em que terminou em terceiro lugar; nesta, o vencedor foi Matt Hawrilenko e segundo lugar ficou com Josh Brikis – na World Series of Poker 2008 com $5.000 No Limit Hold'em - Six Handed evento em que recebeu US$400,525.00 como prêmio. Mais tarde, na World Series of Poker 2010, ele chegou à rodada das quartas-de-final, com 256 entradas no Campeonato Heads-Up No-Limit Hold'em de US$10,000, saindo com nada menos que 92,580 dólares. Em 2017, Faraz chegou a mais outras duas mesas finais ($10,000 No-Limit Hold'em Championship and the $2,620 No-Limit Hold'em The Marathon), chegando a ficar ITM em um total de cinco eventos neste verão, que totalizaram mais de US $ 272 mil em ganhos.

### Outros eventos de pôquer
Jaka ganhou US$ 1,000.00 do evento No Limit Hold'em no 2008 L.A. Poker Classic, que foi realizado no Commerce Casino em Los Angeles, contabilizando US$ 104,900.00. No North American Poker Tour (NAPT), em 2010, alcançou US$ 25,000.00 e no Invitational High Roller Bounty Shootout chegou em quinto lugar com US$ 95,000 incluindo os prêmios.
Em 2012, no Pokerstars Caribbean Adventure, terminou em terceiro lugar com US$ 755,000.00. Ele liderou o torneio no dia 2 e no início da mesa final. Até o momento, seus ganhos totais de torneios ao vivo já ultrapassam a marca dos US$5.500.000.

## Empreendedorismo
Faraz Jaka tem bacharelado em Economia e Negócios na Universidade de Illionois em Urbana-Champaign e já definiu a si mesmo como "um empresário em primeiro lugar e um jogador de poker em segundo." Como sua experiência resultou em um grande sucesso no mundo do poker, Jaka demonstrou seguir à risca sua declaração, investindo seus ganhos em imóveis e start-ups.

## Estilo de Vida
Em 2015, o maior portal de negócios do mundo, CNN Money, fez uma entrevista com Faraz na qual conta sobre seu estilo de vida nômade. 
“No ano passado eu joguei 102 torneios de pôquer ao redor do mundo”, conta Jaka. “Visitei 47 cidades, 13 países e peguei 52 voos.”
Em função da sua rotina, Faraz decidiu deixar para trás a sua residência permanente em Chicago, sua cidade natal, e viver apenas com os pertences que cabem em duas pequenas malas de viagem e uma mochila. 
Uma outra importante influência na mudança de seu estilo de vida foi uma impactante viagem à Tailândia, onde o jogador passou 10 dias em silêncio em templo budista praticando diferentes técnicas de meditação.